# Foundation for Intelligent Physical Agents
La Foundation for Intelligent Physical Agents (FIPA) es un organismo para el desarrollo y establecimiento de estándares de software para agentes heterogéneos que interactúan y sistemas basados en agentes.
FIPA fue fundada como una organización suiza sin ánimo de lucro en 1996 con el ambicioso objetivo de definir un conjunto completo de normas para la implementación de sistemas en los que se puedan ejecutar agentes (plataformas de agentes) y especificación de cómo los propios agentes se deben comunicar e interactuar.
A lo largo de sus años de vida, la organización contó entre sus miembros con varias instituciones académicas y un gran número de empresas como Hewlett-Packard, IBM, BT (antiguamente British Telecom), Sun Microsystems, Fujitsu y muchos más. Algunas normas fueron propuestas, sin embargo, aparte de varias plataformas de agentes que adoptaron el "estándar FIPA" para la comunicación de agentes, nunca logró obtener el apoyo comercial que se había previsto. La organización suiza se disolvió en 2005 y un comité de estándares IEEE se creó en su lugar.
Los estándares FIPA más ampliamente adoptados son las especificaciones Agent Management y Agent Communication Language (FIPA-ACL).

## Sistemas usando estándares FIPA
- Jade
- Java Intelligent Agent Compontentware (JIAC)
- The SPADE Multiagent and Organizations Platform (Picon)
- JACK Intelligent Agents (Java)
- The April Agent Platform (AAP) and Language (April)
- Zeus Agent Building Toolkit
- The Fipa-OS agent platform